# Иоанновский мост
Иоа́нновский мост — автодорожный металлический балочный мост через Кронверкский пролив в Петроградском районе Санкт-Петербурга, соединяет Заячий и Петроградский острова. Построен на месте первого моста в Санкт-Петербурге. Памятник архитектуры федерального значения и находится под охраной государства.

## Расположение
Соединяет Иоанновские ворота Петропавловской крепости и Кронверкскую набережную рядом с Каменноостровским проспектом.
Ниже по течению находится Кронверкский мост.
Ближайшая станция метрополитена — «Горьковская».

## Название
Мост носил наименование Петровского с момента постройки, а с 1849 (1887) года стал называться Иоанновским, по расположенному поблизости Иоанновскому равелину. На плане 1875 года Иоанновский мост обозначен 1-м Крепостным.

## История
История Санкт-Петербурга началась в 1703 году с закладки Петропавловской крепости. Первым мостом в новом городе был наплавной деревянный мост, соединявший крепость на Заячьем острове со строениями на Городовом (ныне Петроградском) острове. Мост располагался несколько ниже по течению, у Меншикова бастиона.
Наплавной плашкоутный мост образца 1705 года имел два разводных пролёта и размещался на деревянных барках. Он наводился летом, впервые обозначен на плане Петербурга 1705 года. По мнению историков, эти пролёты были сооружены для оборонительных целей: по приближении противника мост можно было сжечь.
В 1706 году наплавной мост был заменён подъёмным мостом, имеющим свайно-подкосную конструкцию, он находился выше по течению Кронверкского пролива. Несмотря на перестройку, два разводных пролёта сохранились, между ними было построено промежуточное крепостное укрепление. Одновременно с этим земляные бастионы Петропавловской крепости из земляных начали перестраивать в каменные. Включение разводных пролетов в структуру этого моста было необходимо, так как в Кронверкской протоке в петровское время была стоянка военных кораблей — Фрегатный порт. Подъёмно-раскрывающийся пролёт для пропуска небольших судов состоял из двух симметричных частей, вращавшихся вокруг горизонтальных осей. Их подъём и раскрытие производились цепями при помощи рычагов в виде «журавлей», лебедок или блоков с противовесами.
В 1738 году, когда необходимость в дополнительных укреплениях окончательно отпала, мост был перестроен. К тому моменту уже был построен Иоанновский равелин, активно строились Иоанновские ворота (закончены в 1740), и мост был ориентирован в эти ворота. Пять пролётов со стороны крепости и три с Петроградской стороны были перекрыты арками из бутовой плиты. Восемь средних пролётов были деревянными на каменных опорах, один пролет был разводным:26—27.
В 1801—1802 годах деревянная часть моста снова заменяется восьмипролётным сооружением шпренгельной системы с однокрылой подъемной частью. На каменных аркадах установили гранитный парапет. В 1827 году при постройке дамбы Суворовского наплавного моста были засыпаны два арочных пролета правого крыла моста.
В 1848 году при капитальном ремонте пролётное строение моста было заменено ригельно-подкосным. В 1903 году мост был перестроен заново с сохранением прежней конструкции. В таком виде мост просуществовал до его ремонта в 1934 году. В дальнейшем вследствие наносов грунта все сквозные арки были засыпаны и с фасада заложены бутовой плитой.
В 1951 году по проекту инженера В. В. Блажевича была проведена реконструкция с заменой несущих балок на металлические, при этом настил оставлен деревянным. Речные опоры были сделаны свайными. В 1953 году в период подготовки к празднованию 250-летия города на мосту были установлены новые металлические фонари и ограда, выполненные по проекту архитектора А. Л. Ротача. Тип решёток был заимствован с перил дамбы Тучкова моста, а торшеры с фонарями созданы по мотивам тех, что стояли на въездах наплавного Суворовского моста:59.
В 2001—2003 годах мост капитально отремонтирован. В ходе работ были отремонтированы деревянные опоры, заменены металлическое пролётное строение и деревянный настил проезжей части и тротуаров, выполнена облицовка устоев и аркад; внутренний полукруглый свод моста был усилен и покрыт химическим защитным составом. Отреставрированы перильные ограждения и фонари, на которых восстановили фигуры двуглавых орлов.
В 2016—2017 годах был произведён ремонт моста, включающий восстановление бутовой кладки и облицовки аркад, замену повреждённых деревянных элементов русловых опор и окраску металлического пролётного строения, реставрацию чугунного декора (перила и торшеры). Также заменены деревоконструкции моста и булыжное мощение мостовой над аркадами.
На свае рядом с мостом 7 мая 2003 года установлена фигурка зайца. Неофициально её называют «Зайчик, спасшийся от наводнения». Авторы проекта — скульптор В. Петровичев и архитектор С. Петченко. Скульптура высотой 58 см выполнена из сплава силумина, алюминия и дюраля и покрыта нитридом титана.

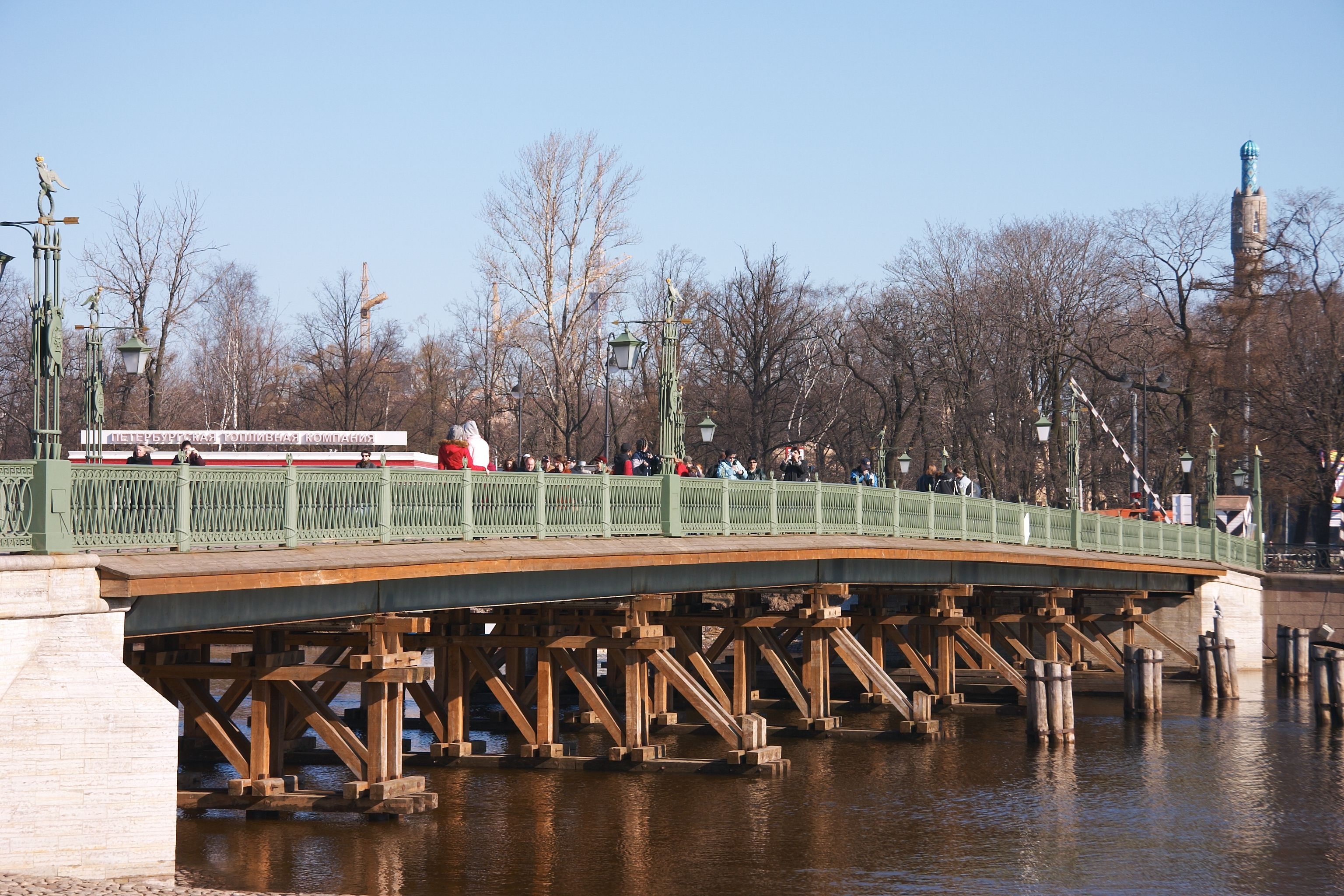
Конструкция моста
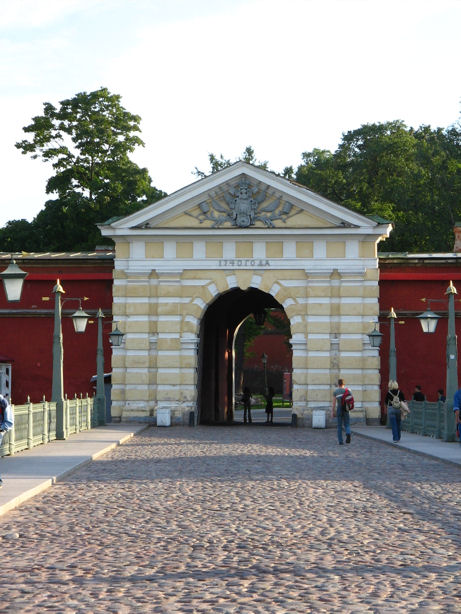
Мост имеет брусчатую мостовую и деревянные тротуары. На заднем плане Иоанновские ворота
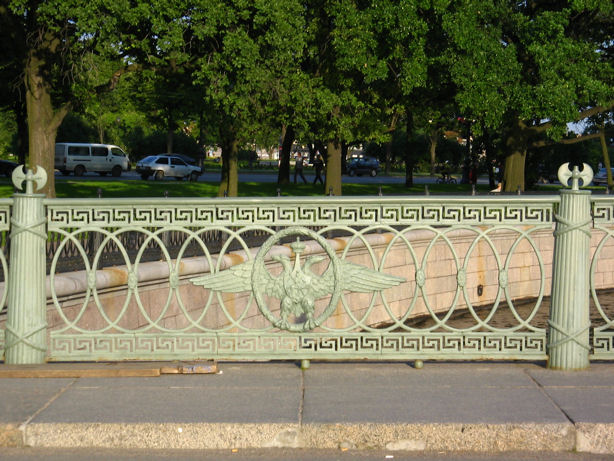
Узор решётки
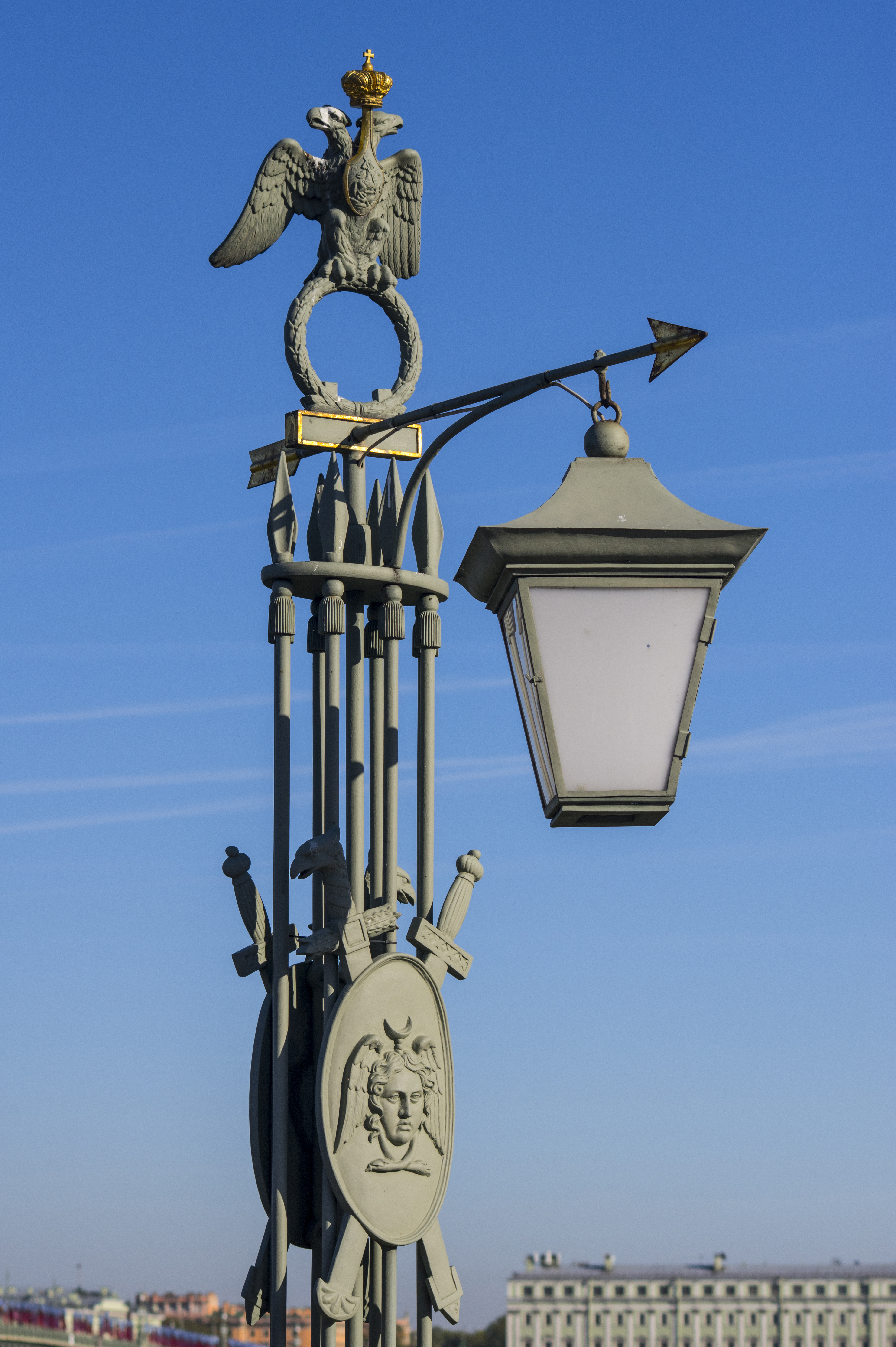
Фонарь